# قانون‌شکن (فیلم ۲۰۰۷)
قانون‌شکن یا یاغی (به انگلیسی: Outlaw) فیلمی محصول سال ۲۰۰۷ و به کارگردانی نیک لاو است. در این فیلم بازیگرانی همچون شان بین، دانی دایر، شان هریس، باب هاسکینز، لنی جیمز و روپرت فرند ایفای نقش کرده‌اند.